# Klam
Klam település Ausztriában, Felső-Ausztria tartományban, a Pergi járásban. Tengerszint feletti magassága 284 méter, területe 8,36 km².

## Elhelyezkedése
Klam Münzbach, Bad Kreuzen, Saxen és Baumgartenberg településekkel határos.

## Népesség
| 2016 | 912 |
| 2018 | 918 |